# Micrapate cristicauda
Micrapate cristicauda är en skalbaggsart som beskrevs av Thomas Casey 1898. Micrapate cristicauda ingår i släktet Micrapate och familjen kapuschongbaggar. Inga underarter finns listade i Catalogue of Life.